# Каноніка-д'Адда
Каноніка-д'Адда (італ. Canonica d'Adda) — муніципалітет в Італії, у регіоні Ломбардія, провінція Бергамо.
Каноніка-д'Адда розташована на відстані близько 480 км на північний захід від Рима, 30 км на північний схід від Мілана, 17 км на південний захід від Бергамо.
Населення — 4455 осіб (2014).

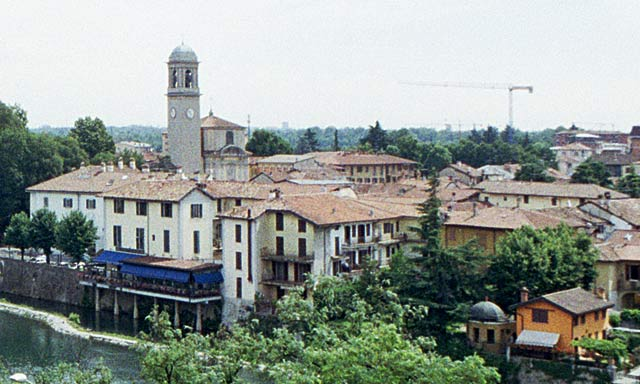

Щорічний фестиваль відбувається 27 грудня. Покровитель — San Giovanni Evangelista.

## Демографія
Населення за роками:

Станом на 1 січня 2023 року в муніципалітеті офіційно проживав 631 іноземець з 39 країн, серед них 101 громадянин країн Євросоюзу та 20 громадян України.

## Сусідні муніципалітети
- Брембате
- Капріате-Сан-Джервазіо
- Фара-Джера-д'Адда
- Понтіроло-Нуово
- Вапріо-д'Адда